# Висвизи, Домна

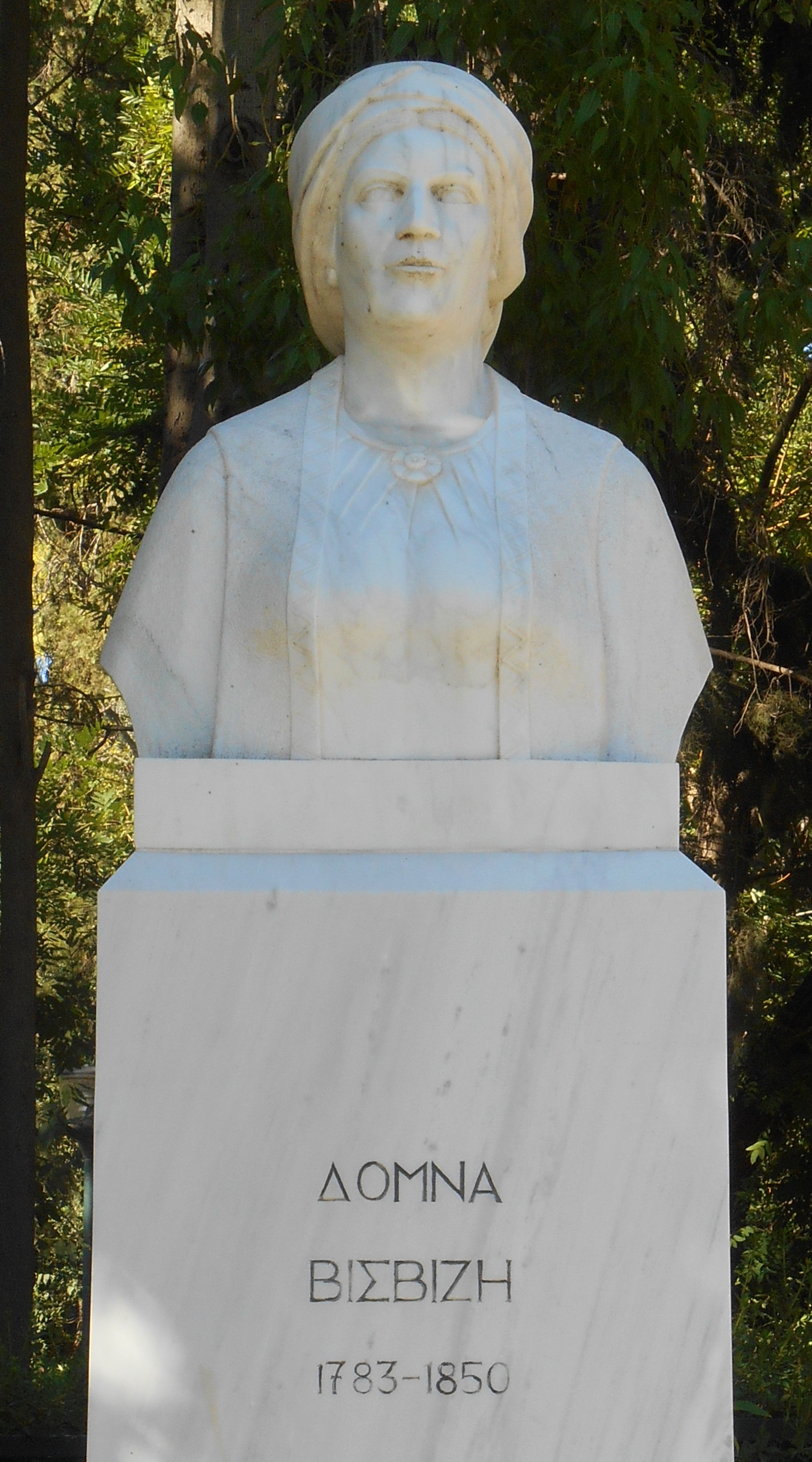
Памятник Домне Висвизи в Афинах

Домна Висвизи (греч. Δόμνα Βισβίζη; 1783, Энос — 1850, Пирей) — героиня Греческой революции и греческого флота.

## Энос
Домна Висвизи родилась в восточно-фракийском городе Энос в 1783 году. Происходила из семьи богатых землевладельцев.
В 1808 году вышла замуж за своего земляка, судовладельца Антониса Висвизиса. К началу Греческой революции у четы Висвизисов было пятеро детей. Антонис Висвизис был посвящён в тайную греческую революционную организацию Филики Этерия.
Революционная деятельность четы Висвизиса началась практически в самом начале революции 5 мая 1821 года, когда к Эносу подошли корабли восставшего острова Псара и осадили крепость города. Чета немедленно вооружила свой самый большой торговый корабль бриг «Каломира». Повстанцы взяли крепость. Но удержали город всего несколько дней. Как и во всех городах и сёлах Восточной Фракии, близких к столице Османской империи, восстания греческого населения были быстро подавлены. Чета Висвикиса погрузила на «Каломиру» своих 5 детей и всё своё переносимое имущество и последовала за греческим флотом. «Каломира», вооружённая 16 пушками и с экипажем в 140 моряков Эноса, стала боевым кораблём и, одновременно, домом семьи Висвизисов. Корабль принял участие в морских сражениях у Афона, и островов Лесбос и Самос.

## В Центральной Македонии
Ещё в марте 1821 года Эммануил Паппас, вождь греческой революции в регионах Восточная и Центральная Македония высадился с «Каломиры» в монастыре Эсфигмен Афона, где игуменом был посвящённый в Филики Этерия Никифор Ивиритис. Одновременно на корабле Висвизиса были доставлены боеприпасы.
17 мая 1821 года восстало греческое население полуострова Халкидики. Турки предприняли первые попытки подавить восстание и немедленно, с 18 мая, начали кровавый террор против греческого населения города Салоники (см. Мелетий I Китрский). После того как при попытке освободить Салоники погиб военачальник Стаматиос Капсас, восстание в центральной Македонии пошло на убыль.
После падения Кассандры игумены 19 монастырей обратились к игумену Эсфигмен выдать Паппаса туркам. Паппас был вынужден бежать на корабле Висвизиса на Остров Идра. На половине пути, вождь греческой революции центральной Македонии, истощённый физически и морально, умер на борту «Каломиры» от сердечного приступа и был похоронен с почестями на Идре.

## В Средней Греции
В марте 1822 года «Каломира» и другие, поменьше, корабли Висвизисов приняли участие в высадке в Стилисе отрядов Дмитрия Ипсиланти , Одиссея Андруцоса и Никитараса, поставивших себе целью перекрыть путь войскам Драмали-паши в Среднюю Грецию.
Одновременно Висвизис оказался в центре политического заговора когда политики из временной администрация Средней Греции, носившей громкое имя «Ариос Пагос» (Ареопаг), прибыли на борт «Каломиры». Андруцос, успешно отбивавший атаки 18-тысячного турецкого корпуса в Агиа Марина, был приглашён политиками на борт «Каломиры», на совещание. Одновременно Висвизису было предложено принять участие в его убийстве. Висвизис не просто отказался, но заявил что накажет любого кто попытается это сделать.
Последовавшая через несколько дней смерть Висвизиса в бою, для многих греческих историков (Фотиадис,К.Пападопулос,Спилиадис) и для многих его современников, в особенности земляков из Эноса, есть результат греческой, а не турецкой пули. К. Пападопулос уверен в этом и считает, что действия временной администрации по отношению к вдове погибшего, его семье и кораблю, связаны с этими событиями и подтверждают его оценку.

## Капитан Домна

Памятник Антонису и Домне Висвизисам в городе Александруполис

Домна продолжила бой в качестве капитана, с помощью старпома Ставроса, который именуется в историографии как Энитис, по происхождению из Эноса.
«Каломира», под командой Домны, перебросила с континента на остров Эвбея, окружённый силами Драмали-паши, отряд Одиссея.
По окончании боя, Домна похоронила мужа у церкви Агион Анаргирон, Ливада, остров Эвбея.
Домна, командуя «Каломирой», продолжила своё участие в военных действиях до 1823 года.
В народных песнях Домна упоминается как «красивая, сильная, первая капитанша», «ринувшаяся как орлица на турок», в результате чего «море стало красным, как фески турок»:
Πουλάκι πόθεν έρχεσαι, πουλάκι γι΄ αποκρίσου
 μην είδες και μην άκουσες για την κυρά Δομνίτσα
 την όμορφη, τη δυνατή, την αρχικαπετάνα,
 πούχει καράβι ατίμητο και πρώτο μεσ’ στα πρώτα,
 καράβι γοργοτάξιδο, καράβι τιμημένο,
 καράβι που πολέμησε στης Ίμπρος το μπουγάζι;
 Και το πουλάκι στάθηκε και το πουλάκι λέει,
 την είδα την απάντησα σιμά στο Αγιονόρος
 τρεις μέρες επολέμαγε με δυο χιλιάδες Τούρκους
 Καράβια εδώ, καράβια εκεί, καράβια παρά πέρα
 και τούτη σαν τον αετό ώρμαγε και χτυπούσε
 δεξιά ζερβά κι ανάστροφα κι όπου βολούσε ακόμα
 κι άκουγες βόγγους δυνατούς και στεναγμούς μεγάλους
 κι άκουγες κλάματα πικρά, κατάρες στην κατάρα
 κι θάλασσες κοκκίνιζαν ως φέσια των αγάδων.
За 2 года непрерывных боёв, семейные финансы были исчерпаны. Денег на содержание экипажа и техническую поддержку корабля не было. Домна отклонила предложения претендентов на «Каломиру» и пыталась обеспечить права своих детей на корабль. Не располагая уже никакими средствами, Домна передала запущенную «Каломиру» правительству, в качестве брандера.
21 мая 1825 года «Каломира» под командованием капитана Л. Муссус была одним из 2-х брандеров, сжёгших турецкий фрегат в проливе между Эвбеей и островом Андрос. На борту фрегата, кроме прочего, находилась и казна османского флота. Взамен корабля, администрация, которая в прошлом использовала «Каломиру» в качестве своей резиденции, предоставило Домне заброшенный, без окон и дверей, дом с двумя комнатами в Навплионе. Здесь, во время эпидемии чумы, умерли 3 её младших детей, из 5.

## Фемистокл Висвизис

Памятник Фемистоклу Висвизису в городе Александруполис

В 1825 году в сражающуюся Грецию прибыл, в качестве посланника Филэллинского комитета Парижа, французский генерал Roche. По возвращении во Францию он взял с собой на учёбу во Францию 10 детей, преимущественно известных героев войны, как то Канариса, Яннитсиса, Боцариса, Баласкаса и других. Среди них был и старший сын Висвизисов Димитриос-Фемистокл, отличавшийся природной красотой. По прибытии во Францию Фемистокл стал любимым ребёнком филэллинских кругов Парижа и получил протекцию госпожи Рекамье и заявлявшей о своём, не подтверждённом, греческом происхождении герцогини Дабрендес. Французская художница Аделе Тардье исполнила портрет Фемистокла, который тысячами разошёлся в брошюрах по всей Франции, как представительный образ молодого эллина
 Под одной из гравюр были написаны слова Домны, когда она прощалась с Фемистоклом: «Тебя усыновит щедрая Франция. Вероятно я буду мёртвой, когда ты вернёшься. Когда ты вырастешь, вспомни, что ты должен отомстить за смерть отца»

## После войны
Домна осталась с единственной дочкой и без доходов. С бумагами, которыми в своё время ей выдали Одиссей Андруцос, Никитас Стамателопулос, Ангелис Гацос и Антимос Газис, Домна пыталась получить компенсацию за финансовый вклад семьи в Освободительную войну и пенсию. Компенсации Домна не получила. Получив мизерную пенсию в 30 драхм, Домна переехала на остров Сирос. Димитриос-Фемистокл вернулся в Грецию в 1832 году и был назначен в качестве атташе Министерства иностранных дел (с 1845 по 1876 год он был правителем острова Наксос).
Домна переехала с дочерью Мариори в Пирей, где дочь вышла замуж за флотского офицера.
Домна Висвизи умерла в Пирее в 1850 году

## Память
Бюст Домны Висвизи установлен на Марсовом поле греческой столицы, рядом с бюстами других героев Освободительной войны.
Её родной Энос, как и почти вся Восточная Фракия, в 1919 году стал территорией Греции. После исхода греческой армии из Малой Азии и по настоянию Великих держав, Восточная Фракия, и Энос в том числе, были отданы без боя новой Турецкой республике.
В турецком Энезе нет памятника Домне Висвизи. Памятники Домне, Антонису и Фемистоклу Висвизису установлены напротив Эноса, в пограничном греческом городе Александруполис.
3-я гимназия города Александруполис носит имя Домны Висвизи.